# Greeniella ornata
Greeniella ornata är en insektsart som beskrevs av Brimblecombe 1959. Greeniella ornata ingår i släktet Greeniella och familjen pansarsköldlöss. Inga underarter finns listade i Catalogue of Life.